# Challenger Hamburg – Hamburg Ladies & Gents Cup 2023
Der Challenger Hamburg – Hamburg Ladies & Gents Cup 2023 war ein ITF-Tennisturnier der ITF Women’s World Tennis Tour 2023 für Damen und ein ATP-Tennisturnier der ATP Challenger Tour 2023 für Herren in Hamburg und fand für Damen und Herren parallel vom 16. bis 22. Oktober 2023 statt.